# Sapia
Sapia fou una ciutat de situació desconeguda al sud de Babilònia, capital del principat caldeu de Bit Amukkani.
Teglatfalassar III va marxar a Babilònia contra el rei Nabu-mukin-zeri, que va fugir de la ciutat i es va refugiar al territori de la seva pròpia tribu, els Bit Amukkani, i es va tancar a la seva capital Sapi o Sapia. Teglatfalassar el va comminar a la rendició, però segurament l'any ja estava avançat i Nabu-mukin-zeri va decidir resistir, doncs no es podia sotmetre la ciutat en un setge regular. El rei assiri es va acontentar de moment en destruir la rodalia de la ciutat sense deixar ni un sol poble o llogaret. El 729 aC el rei assiri va tornar i aquesta vegada va poder conquerir Sapi o Sapia. Va deposar Nabu-mukin-zeri.